# 삼성플라자
삼성플라자(Samsung Plaza)는 대한민국 경기도 성남시 분당구 서현동에 있었던 삼성그룹 산하의 삼성물산에서 운영하던 백화점이었다. 1997년에 처음 개점하였다.
삼성그룹이 유통관련 부문을 정리하면서 2007년에 애경그룹에 인수되어 현재는 AK플라자 분당점으로 변경되었다.
서울특별시 태평로 본사 빌딩 지하에도 지점이 있었으나, 사정이 좋지 않아 1999년에 폐점하였다.

## 같이 보기
- AK플라자